# Mpingo
M'pingo is een klarinetorkest uit de Nederlandse stad Zwolle, onder de vleugels van Centrum voor kunsteducatie Quintus Kampen. Ongeveer 25 volwassenen bespelen een klarinet, onder leiding van Martin van Zanten. 
Gemiddeld hebben zij per jaar zo'n drie uitvoeringen. Het orkest treedt op in zowel Nederland als daarbuiten, zo waren er optredens in Parijs, Londen en Praag. Het orkest dankt zijn naam aan de Mpingo-boom in Afrika. Van deze boom wordt de klarinet gemaakt. Over het algemeen wordt er de bes-klarinet bespeeld, maar ook de basklarinet wordt veel gebruikt. Van de es-, contrabas- en contra-altklarinet is er maar één, en van de altklarinet zijn er twee. De bes-klarinettisten zijn verdeeld over vijf stemmen. 